# بانکورت، مرن
بانکورت (به فرانسوی: Bazancourt) یک کمون (فرانسه) در فرانسه است که در مارن (شهر) واقع شده‌است. بانکورت ۱۱٫۶۴ کیلومتر مربع مساحت دارد ۷۷ متر بالاتر از سطح دریا واقع شده‌است.